# Powidz, Tỉnh West Pomeranian
Powidz [ˈpɔvit͡s] (trước đây là Friedensdorf của Đức) là một ngôi làng thuộc khu hành chính của Gmina Polanów, thuộc quận Koszalin, West Pomeranian Voivodeship, ở phía tây bắc Ba Lan. Nó nằm khoảng 17 kilômét (11 mi) phía tây bắc Polanów, 20 km (12 mi) phía đông Koszalin và 152 km (94 mi) về phía đông bắc của thủ đô khu vực Szczecin.
Trước năm 1945, khu vực này là một phần của Đức. Đối với lịch sử của khu vực, xem Lịch sử của Pomerania.
Làng có dân số 114 người.